# Ligoniel Football Club
El Ligoniel Football Club era un club de fútbol irlandés con sede en el entonces pueblo de Ligoniel, en las afueras de Belfast.

## Historia
Fue fundado en 1881 y fue miembro fundador de la Irish Junior League en 1890, antes de unirse a la Irish League para la temporada 1891-92. El club fue excluido para la temporada 1892-93 ya que la liga se redujo a seis miembros, pero fue admitido nuevamente para la temporada 1893-94.
El club fue nuevamente expulsado en 1894 y se reincorporó a la Junior League. Siguió siendo miembro de esta liga hasta que se disolvió en 1899, al perder su campo de juego y al no haber podido conseguir uno nuevo.